# SoftBank 101DL
DELL Streak Pro 101DL（デル ストリーク プロ イチマルイチディーエル）は、デルが開発しソフトバンクモバイルが販売するAndroid搭載スマートフォンである。

## 概要
デルの国内向け製品としては初となるAndroid搭載スマートフォンである。
独自のクラウドサービスとして「SyncUP」に対応しており、PCに専用アプリをインストールすることで動画や音楽をオンラインストレージに2GBまで自動的に無料アップロードでき、外出先ではクラウドから本機種にコンテンツをダウンロードして楽しむことが可能である。
CPUはソフトバンクモバイルの2011年-2012年冬春モデルとしては最高クラスとなるSnapdragon MSM8260を採用している。
なお、ULTRA SPEEDには非対応のほか、おサイフケータイ・ワンセグ・赤外線通信・防水性能は搭載していない。
2012年8月下旬にソフトウェア更新によって900MHz帯（プラチナバンド）に対応した。。

## その他機能
| 主な対応サービス        | 主な対応サービス  | 主な対応サービス                       | 主な対応サービス                              |
| ----------------------- | ----------------- | -------------------------------------- | --------------------------------------------- |
| タッチパネル            | QHD液晶 4.3インチ | フルブラウザ                           | 3G ハイスピード 14.4Mbps(受信)/5.76Mbps(送信) |
| Android 2.3             | Flash 10.3        | WiFi                                   | GPS                                           |
| 800万画素カメラ         | ワンセグ          | デジタルオーディオプレーヤー(AAC)(WMA) | おサイフケータイ                              |
| Bluetooth（Ver2.1+EDR） | 赤外線通信        | 緊急速報メール                         | 防水                                          |

## 歴史
- 2011年9月29日 - 2011年度冬春モデル発表会にて発表。
- 2012年3月3日 - 発売開始。

## 注記
1. ↑  日本での初の機種は001DLだがタブレット端末である。
2. ↑  高精彩スーパー有機ELディスプレー搭載スマートフォン「DELL Streak Pro 101DL」、プラチナバンドに対応 | ソフトバンクモバイル株式会社